# Allium brachyodon
Allium brachyodon — вид рослин з родини амарилісових (Amaryllidaceae); ендемік Ірану.

## Опис
Стеблина 10–20 см. Листя 1.2–2.5 мм ушир. Листочки оцвітини ≈ 5 мм завдовжки

## Поширення
Ендемік південного Ірану. Рідкісний ендемік провінції Фарс.